# サムスン・カード
サムスン・カードは、大韓民国のカード会社。サムスングループに所属する。
2022年9月末時点でのクレジットカード会員数は1,250万人、2021年の年間決済額は14兆1,111億ウォン(14兆6276億円)だった。

## 概要
マスターカードとアメリカン・エキスプレスに対応。

## 国外展開
アメリカ合衆国でデビットカードを展開。